# Carl Magnus Adlermarck
Carl Magnus Adlermarck, född 15 juli 1708, död 22 april 1775, var en svensk friherre, hovrättsråd och lagman.

## Biografi
Adlermarck blev 1742 utsedd till häradshövding i Gripsholms, Eskilstuna och Rävsnäs domsaga och hovrättsråd i Svea hovrätt 1756.
Han blev friherre 1764 efter att hans svärfars, Jonas Wulfwenstierna, friherreutnämning överförts till honom. 1765 blev han lagman i Södermanlands lagsaga, vilken befattning han innehade intill sin död.
Han gifte sig 1743 med Anna Beata Wulfvenstierna (1721–1768).